# Protoglossum purpureum
Protoglossum purpureum är en svampart som först beskrevs av J.W. Cribb, och fick sitt nu gällande namn av T.W. May 1995. Protoglossum purpureum ingår i släktet Protoglossum och familjen spindlingar.   Inga underarter finns listade i Catalogue of Life.